# Андриссен, Коос
Коос Андриссен (нидерл. Jacobus Eije (Koos) Andriessen; 25 июля 1928 года, Роттердам, Нидерланды — 22 января 2019 года, Вассенар, Нидерланды) — нидерландский экономист, государственный деятель, министр экономики Нидерландов в 1963—1965 годах и в 1989—1994 годах, министр инфраструктуры и окружающей среды Нидерландов в 1994 году.

## Биография
Якобус Эйе родился 25 июля 1928 года в семье бизнесмена. В 1946 году получил среднее образование в христианской высшей гражданской школе в Северном Роттердаме.
С почётом (cum laude) окончил Университет имени Эразма Роттердамского в 1951 году.
Свою преподавательскую деятельность начал с должности научного сотрудника в Амстердамском свободном университете в 1951—1955 годах. Затем занял должность профессора политической экономии в Амстердамском университете в 1959—1963 годах.
Затем перешёл на государственную службу в качестве директора департамента политической политики министерства экономики Нидерландов в 1955—1956 годах, директора департамента общей экономической политики министерства экономики Нидерландов в 1956—1959 годах, финансовым советником в министерстве финансов Нидерландов в 1959—1963 годах.
После Всеобщих выборов 1963 года Андриссен был назначен министром экономики Нидерландов в Кабинете Марийнена, вступив в должность 24 июля 1963 года, продолжал исполнять свои обязанности до 14 апреля 1965 года, когда его не сменил Кабинет Кала.
Был корпоративным директором по упаковке и маркировке в 1965—1987 годах, финансовым директором в 1970—1980 годах, а с 1 января 1980 года — генеральным директором и председателем совета директоров компании Van Leer.
В сентябре 1987 года был назначен председателем Христианской ассоциации работодателей (NCW). После Всеобщих выборов 1989 года Андриссен был вновь назначен министром экономики Нидерландов в Кабинет Любберса III, вступив в должность 7 ноября 1989 года. В ноябре 1993 года Андриссен объявил о своем уходе из национальной политики и о том, что он не будет баллотироваться на выборах 1994 года. После отставки Ханджи май-Вегген занимал пост исполняющего обязанности министра транспорта и водного хозяйства с 16 июля 1994 года по 22 августа 1994 года, когда Кабинет Любберса III был заменен Кабинетом Кока I.

## Награды
За свои заслуги был неоднократно награждён:
- 1992 — орден Короны (Бельгия);
- 1993 — орден «За заслуги перед Федеративной Республикой Германия»;
- 1994 — орден Оранских-Нассау;
- 1998 — орден Нидерландского льва.